# Yann Moulier-Boutang
Yann Moulier-Boutang, född 19 juni 1949 i Boulogne-Billancourt, är en fransk nationalekonom, professor och aktivist. Han var en av ledarna för mouvement autonome. Moulier-Boutang förespråkar medborgarlön.

## Biografi
Yann Moulier-Boutang föddes år 1949 i Boulogne-Billancourt. År 1968 deltog han i 22 mars-rörelsen, som ockuperade administrationsbyggnaden vid Université Paris-Nanterre. Rörelsen leddes av bland andra Daniel Cohn-Bendit. Från 1970 till 1975 studerade Moulier-Boutang vid École Normale Supérieure (ENS).
Han är professor emeritus i nationalekonomi vid Université de technologie de Compiègne.